# Myrcia stigmatosa
Myrcia stigmatosa är en myrtenväxtart som beskrevs av Otto Karl Berg. Myrcia stigmatosa ingår i släktet Myrcia och familjen myrtenväxter. Inga underarter finns listade i Catalogue of Life.